# Isthmiophora melis
Isthmiophora melis är en plattmaskart. Isthmiophora melis ingår i släktet Isthmiophora och familjen Echinostomatidae. Inga underarter finns listade i Catalogue of Life.